# تام هارپر (بازیگر)
تام هارپر (انگلیسی: Tom Harper؛ ‏ زادهٔ ۱۹۷۷ میلادی) بازیگر اهل بریتانیا است.
از فیلم‌ها یا مجموعه‌های تلویزیونی که وی در آن‌ها نقش داشته‌است، می‌توان به پوآرو، شاهد خاموش، بازرس فویل، در معرض خشم و تل استار: داستان جو میک اشاره نمود.